# ヴァンパイアキス
「ヴァンパイアキス」は、THE HOOPERSの8枚目のシングル。2018年1月24日にユニバーサルシグマから発売された。

## 内容
- 初回限定盤 (CD+DVD)、通常盤A（CD Bonus Track付）、通常盤B（キュン♡キュンドラマ付）の計3種発売。
- カップリング曲には泉貴、佑妃卒業公演でサプライズで歌われたLife is beautifulを収録。
- 通常盤Aに収録されているトワエモアは未来、陽稀、乃愛、星波からなるザ・フーパーズ -4 roses-のユニット曲。
- 麻琴にとってはラストシングル。
- 表題曲の「ヴァンパイヤキス」のMVではメンバーそれぞれのセリフが全員分入っているが、CDでは乃愛・星波・未来のセリフのみとなっている。

## 収録曲
全編曲：KUME.

### 全種共通
1. ヴァンパイアキス
  - 作詞・作曲：Dr.Dalmatian
2. Life is beautiful
  - 作詞：SHIKATA、作曲：SHIKATA・GRP

### 初回限定盤
1. ヴァンパイアキス (Instrumental)
2. Life is beautiful (Instrumental)

DVD
1. ヴァンパイアキス（Music Video）
2. ヴァンパイアキス（Music Video Making）

### 通常盤A
1. トワエモア (Bonus Track) 
  - 作詞・作曲:白戸佑輔(Dream Monster)
2. ヴァンパイアキス (Instrumental)
3. Life is beautiful (Instrumental)

### 通常盤B
1. キュン♡キュンドラマ 〜ヴァンパイア執事編〜